# Municipalitatea Benito Juárez, Tlaxcala
Municipalitatea Benito Juárez este o municipalitate din statul Tlaxcala din Mexico. Fondată în 1995, municipalitatea are ca reședință localitatea omonimă Benito Juárez.